# Signe Parkins
Signe Parkins (født 1979) er en dansk tegneserieforfatter, illustrator og billedkunstner. Hun er uddannet fra Designskolen Kolding.
Hun udgav i 2008 tegneserien Bordskik på forlaget Aben maler.
I 2009 oprettede hun bloggen "SIGNE PARKINS & DRAWINGS", der indeholder tegninger fra Parkins' skitsedagbog.
Hun vandt Pingprisen i 2012 for bloggen i kategorien "Bedste danske nettegneserie". Juryen skrev blandt andet, at "Parkins’ streg er humoristisk snørklet og lyrisk fragil". I 2015 udkom et udvalg af disse tegninger i bogform på forlaget Basilisk. Herom skrev anmelder Matthias Wivel for Dagbladet Information, at "der er en legesyg energi over Parkins' figurer, der som oftest skildres i spændstig bevægelse dikteret af de daglige udfordringer, vi alle kender". Parkins har siden 2016 ikke lagt sine værker op på bloggen. Til gengæld anvender hun i dag Instagram til at dele sine tegninger.
I 2017 udgav Parkins tegneserien Tusindfryd - rim og tegninger. Værket blev udgivet i et samarbejde mellem forlaget Cobolt og forlaget Aben maler. Parkins har beskrevet, hvordan hun fik ideen til tegneserien således: "I efteråret 2015 fandt jeg en lilla garderobebillet på gaden med det påtrykte nummer 144. Jeg besluttede mig for at lave 144 tegninger i et forsøg på at styre mit galoperende behov for at tegne og lave billeder. Hurtigt fik tegningerne overskrifter, ordene begyndte at rime og bogen tog form". Tusindfryd vandt Pingprisen for årets bedste danske tegneserie i 2017. I juryens begrundelse lød det blandt andet: "Tusindfryd er en sindsoprivende sanserapport fra de indre gemakker. Den er en fest for både øjet og øret, som bobler af poetisk overskud. På én gang formfuldendt og formsprængende spænder den tegneserien til sit yderste, og det har den rigtig godt af. Tusindfryd er uden tvivl årets bedste danske tegneserie".